# Charles Adkins (Boxer)
Charles „Chuck“ Adkins (* 27. April 1932 in Gary, Indiana; † 8. Juli 1993 ebenda) war ein  US-amerikanischer Boxer. Er wurde 1952 der erste Olympiasieger im Halbweltergewicht.

## Boxkarriere
Charles Adkins gewann 1949 die US-amerikanischen Meisterschaften im Leichtgewicht und schlug dabei James Folk, Elmer Lakatos, John Biancaniello, William Hazel und Johnny Aguilar. 1952 vertrat er die USA bei den 15. Olympischen Sommerspielen in Helsinki, wo er im neugeschaffenen Halbweltergewicht (bis 63,5 kg) an den Start ging. Dort besiegte er in der Vorrunde Leif Hansen aus Norwegen durch K. o. in der ersten Runde, im Achtelfinale Salomon Carrizales aus Venezuela 3:0 nach Punkten, im Viertelfinale Alexander Webster aus Südafrika 3:0 und im Halbfinale Bruno Visintin aus Italien 3:0. Im Finale traf er auf Wiktor Mednow aus der Sowjetunion. Im ersten sportgeschichtlich belegten Aufeinandertreffen zwischen Boxern aus den USA und der Sowjetunion, konnte sich Adkins 2:1 nach Punkten durchsetzen und wurde damit der erste Olympiasieger dieser Gewichtsklasse.
1953 wechselte er ins Profilager und bestritt 22 Kämpfe, darunter 17 Siege und 5 Niederlagen. Er beendete seine Karriere 1958 nach einer K. o.-Niederlage in der ersten Runde gegen Eddie Perkins.